# Süd- und zentralamerikanische Handballmeisterschaft der Männer 2024
Die 3. Süd- und zentralamerikanische Handballmeisterschaft der Männer wurde vom 16. bis 20. Januar 2024 in Argentinien gespielt. Der Veranstalter dieser Austragung der Süd- und zentralamerikanischen Handballmeisterschaft der Männer war die Süd- und zentralamerikanische Handballkonföderation (COSCABAL). Sieger des Turniers wurde Titelverteidiger Brasilien.

## Austragungsort
Die Confederación Argentina de Handball, der Handballverband Argentiniens, war zum ersten Mal Organisator des Turniers für Nationalmannschaften in Südamerika und Zentralamerika.
Die Spiele wurden im Sportzentrum La Casa del Handball Argentino in Buenos Aires ausgetragen.

## Teilnehmer
An der Meisterschaft 2024 nahmen die Teams Argentiniens, Brasiliens, Chiles, Costa Ricas, Paraguays und Uruguays teil. Costa Rica qualifizierte sich zur Turnierteilnahme über die Zentralamerikanische Handballmeisterschaft der Männer 2023.

## Turnierverlauf
Im Turnier spielte jeder gegen jeden in einem Spiel.
| Datum           | Team        | Team        | Ergebnis      | Zuschauer | Statistiken und Spielberichte                                         |
| --------------- | ----------- | ----------- | ------------- | --------- | --------------------------------------------------------------------- |
| 16. Januar 2024 | Chile       | Paraguay    | 32:16 (19:9)  | 0300      | Spielreport und Statistiken                                           |
| 16. Januar 2024 | Brasilien   | Uruguay     | 41:16 (22:5)  | 0400      | Spielreport und Statistiken                                           |
| 16. Januar 2024 | Argentinien | Costa Rica  | 41:13 (21:8)  | 2100      | Spielreport und Statistiken Spielbericht des argentinischen Verbands  |
| 17. Januar 2024 | Paraguay    | Brasilien   | 22:57 (11:26) | 0320      | Spielreport und Statistiken                                           |
| 17. Januar 2024 | Costa Rica  | Chile       | 12:35 (6:19)  | 0300      | Spielreport und Statistiken                                           |
| 17. Januar 2024 | Uruguay     | Argentinien | 17:32 (8:14)  | 1000      | Spielreport und Statistiken Spielbericht des argentinischen Verbands  |
| 18. Januar 2024 | Uruguay     | Paraguay    | 24:26 (13:13) | 0100      | Spielreport und Statistiken                                           |
| 18. Januar 2024 | Brasilien   | Costa Rica  | 47:11 (25:4)  | 0350      | Spielreport und Statistiken Spielbericht des brasilianischen Verbands |
| 18. Januar 2024 | Argentinien | Chile       | 27:27 (15:14) | 1800      | Spielreport und Statistiken Spielbericht des argentinischen Verbands  |
| 19. Januar 2024 | Costa Rica  | Uruguay     | 23:38 (6:20)  | 0150      | Spielreport und Statistiken                                           |
| 19. Januar 2024 | Chile       | Brasilien   | 28:34 (12:15) | 0350      | Spielreport und Statistiken Spielbericht des brasilianischen Verbands |
| 19. Januar 2024 | Argentinien | Paraguay    | 47:16 (21:8)  | 1800      | Spielreport und Statistiken Spielbericht des argentinischen Verbands  |
| 20. Januar 2024 | Paraguay    | Costa Rica  | 34:28 (16:13) | 0420      | Spielreport und Statistiken                                           |
| 20. Januar 2024 | Chile       | Uruguay     | 29:18 (13:10) | 1900      | Spielreport und Statistiken                                           |
| 20. Januar 2024 | Brasilien   | Argentinien | 28:26 (13:14) | 2000      | Spielreport und Statistiken Spielbericht des argentinischen Verbands  |

## Abschlusstabelle
| Pl. | Land        | Sp. | S | U | N | Tore      | Diff. | Punkte |
| --- | ----------- | --- | - | - | - | --------- | ----- | ------ |
| 1.  | Brasilien   | 5   | 5 | 0 | 0 | 0207:1030 | +104  | 10     |
| 2.  | Argentinien | 5   | 3 | 1 | 1 | 0173:1010 | +72   | 7      |
| 3.  | Chile       | 5   | 3 | 1 | 1 | 0151:1070 | +44   | 7      |
| 4.  | Paraguay    | 5   | 2 | 0 | 3 | 0114:1880 | −74   | 4      |
| 5.  | Uruguay     | 5   | 1 | 0 | 4 | 0113:1510 | −38   | 2      |
| 6.  | Costa Rica  | 5   | 0 | 0 | 5 | 087:1950  | −108  | 0      |

Legende

Drei Teams waren nach den Regularien der IHF als Vertreter Süd- und Mittelamerikas für die Weltmeisterschaft 2025 qualifiziert. Der Vertreter Amerikas bei den Olympischen Spielen 2024 wurde bei den Panamerikanischen Spielen 2023 ermittelt.